# آینهوآ فرناندز
آینهوآ فرناندز (انگلیسی: Ainhoa Fernández؛ زادهٔ ۲۶ ژوئن ۱۹۹۴) بازیکن فوتبال اهل آندورا است.
وی همچنین در تیم ملی فوتبال Andorra بازی کرده‌است.